# Chazz

Chazz, est un album de Charles Mingus enregistré le 23 décembre 1955 au New York' Club Bohemia.

## Titres
1. Jump Monk
2. Serenade in blue
3. Percussion, discussion
4. Work song
5. Septemberly
6. All the things you are in C sharp

## Musiciens
- Charles Mingus – basse
- George Barrow – ténor saxo
- Eddie Bert – trombone
- Mal Waldron – piano
- Willie Jones – drums, sauf dans "Percussion, discussion'" : Max Roach